# Гідродросель
Гідродро́сель (Пневмодросель), (рос. гидродроссель (пневмодроссель), англ. restrictor valve, throttle valve, нім. Drosselventil n) — гідро- (пневмо-) гідроапарат керування витратою шляхом створення опору потокові робочого середовища у гідро- (пневмо-) системах.
Гідравлічний опір створюється за рахунок зміни прохідного перетину потоку рідини. Зміною гідравлічного опору дроселя створюється необхідний перепад тиску на тих чи інших елементах гідросистем, а також змінюється величина потоку рідини, що проходить через дросель.
Регульований дросель — це такий дросель (рис. 2), у якого площу його прохідного перетину можна змінювати шляхом впливу на його запірно-регулюючий елемент ззовні у процесі його роботи.
Поширеним елементом гідравлічних схем є дросель із зворотним клапаном (див. рис. 3), що призначений для обмеження та регулювання подачі робочої рідини в одному напрямку і вільного її пропускання в іншому.
Іноді функцію регульованого гідродроселя виконують гідророзподільники.

GRE-1/8 Дросель-регулятор витрати

## Умовні позначення
Умовне позначення дроселів згідно з ГОСТ 2.781-96 показане на рисунках 1-3:

Рис. 1 Умовне графічне позначення нерегульованого гідродроселя

Рис. 2 Умовне графічне позначення регульованого гідродроселя

Рис. 3 Дросель із зворотним клапаном

## Класифікація

Рис. 4 Схеми регульованих дроселів

Регульовані дроселі бувають (рис. 4):
- а) щілинного типу;
- б) голчастого типу;
- г) прямокутного профілю;
- д) трикутного профілю;
- е) золотникового типу;
- ж) з гострими кромками.

Типи дроселів:
1) залежні від в'язкості робочої рідини:
- дроселі різьбового монтажу;
- дроселі стикового та фланцевого монтажу;
- дроселі із зворотними клапанами вкрутного та вставного монтажу;
- дроселі із зворотними клапанами модульного монтажу;
- шляхові (гальмівні) дроселі;

2) незалежні від в'язкості робочої рідини.
За принципом дії дроселі розрізняють в'язкісного (гвинтові, лінійні) та інерційного (нелінійні) опорів.
По конструкції запірно-регулююочого елемента дроселі поділяють на золотникові та кранові.

### Лінійні та нелінійні дроселі
В'язкісні дроселі називають лінійними, тому що вони мають лінійну характеристику, тобто лінійну залежність перепаду тисків від довжини дроселюючої дільниці гвинтової лінії. Через те, що в процесі роботи гідропривода в'язкість рідини змінюється внаслідок її нагрівання, лінійні дроселі мають нестабільні характеристики і тому знаходять обмеження застосування в гідроприводах.
В інерційних (нелінійних) дроселях довжина робочого вікна в поперечному перерізі менша від його ширини. Втрати тиску в таких дроселях пояснюються головним чином інерційними властивостями потоку робочої рідини. Нелінійні дроселі виконуються у вигляді шайби з круглим отвором і гострими кромками. Вони характеризуються незалежністю перепаду тисків від в'язкості рідини. В отворах з рівними площами поперечного перерізу відношення площі живого перерізу до периметра має найбільшу величину для круглих отворів, що сприяє зменшенню гідравлічного опору та облітерації.

### Дроселі, залежні від в'язкості робочої рідини

Рис. 5. Дросель різьбового монтажу із зворотним клапаном

Принцип дії дроселя різьбового монтажу та дроселя із зворотнім клапаном різьбового монтажу (рис. 5): через радіальні отвори (1) у корпусі (2) робоча рідина поступає до дроселюючої щілини (3) між корпусом і дроселюючою втулкою. Шляхом повороту втулки може безступінчасто регулюватися кільцевий прохідний переріз дроселюючої щілини. Дроселювання має місце в обох напрямах. Якщо потрібно дроселювати потік тільки в одному напрямі, необхідний додатковий зворотний клапан. У напрямі дроселювання рідина підводиться справа до зворотного клапана (5) і притискує його до сідла. Процес дроселювання відбувається, як у дроселі. У протилежному напрямі (зліва направо) потік діє на передню поверхню зворотного клапана, примушуючи його відійти від сідла. Робоча рідина вільно проходить через апарат. Одночасно частина рідини проходить через кільцеву щілину, забезпечуючи ефект самоочищення.

Рис. 6. Дросель стикового монтажу

Для великих витрат (приблизно 3000 л/хв при тиску р=315 бар) дроселі та дроселі із зворотнім клапаном виготовляються із стиковим (рис. 6.) або фланцевим монтажем. Значні перестановочні зусилля забезпечуються гвинтом з квадратом під ключ.

Рис. 7. Дросель із зворотнім клапаном вставного монтажу

Дроселі та дроселі із зворотнім клапаном патронного виконання у стандартній версії не мають власного корпусу з приєднувальними лініями. Ці апарати угвинчуються або вставляються у відповідні розточування монтажних плит або гідроблоків, у яких виконані відповідні з'єднання.
У разі розміщення у монтажній плиті ці апарати можуть сполучатися з іншими за допомогою каналів (наприклад, свердлень). Якщо вони укручені або вмонтовані у відповідний корпус, можуть бути отримані апарати різьбового, фланцевого, стикового або модульного монтажу. Таким чином, патронні апарати можуть використовуватися у найрізноманітніших випадках без будь-якої конструктивної зміни.
Дросель із зворотнім клапаном (рис. 7) містить вставний патрон (1), корпус (2) з маховиком налагодження (3), дроселюючу втулку (4) і зворотний клапан (5) з пружиною (6).
Напрям дроселювання А→В. Дроселююча щілина утворюється втулкою (4) з фасонним отвором (7) і кромкою зворотного клапана (5). При повороті маховика налагодження дроселююча втулка переміщається вертикально і змінює величину прохідного перерізу.
Потік робочої рідини В→А проходить вільно (без дроселювання) через зворотний клапан.

Рис. 8. Здвоєний дросель із зворотніми клапанами модульного монтажу

Дроселі і дроселі із зворотніми клапанами модульного монтажу розміщуються у каналах А, В, Р або Т. Для дроселів із зворотніми клапанами розрізняють установку на вході у гідродвигун або на виході з нього. Монтаж одного або двох апаратів у загальній модульній плиті легко реалізується.
Основні виконання:
- Лінія Р: дроселювання на вході;
- Лінія А: дроселювання на вході або виході;
- Лінія В: дроселювання на вході або виході;
- Лінії А і В: дроселювання на вході або виході;

Якщо у загальній модульній плиті розташовані звичайні дроселі, потік дроселюється в обох напрямах.
На рис. 8 два симетрично розташованих дроселі із зворотніми клапанами, змонтовані у модульній плиті, обмежують потік робочої рідини в одному напрямі і вільно пропускають потік, що повертається, — у протилежному.
Робоча рідина з лінії А1 проходить до лінії А2 підключення гідродвигуна через дроселюючу щілину (1) між клапаном (2) і дроселюючою оправкою (3). Остання може переміщатися в осьовому напрямі установчим гвинтом (4) і, отже, змінювати прохідний переріз дроселюючої щілини (1).
Робоча рідина, що повертається з гідродвигуна через отвір В2, зміщує клапан (2) у напрямі оправки (3), стискаючи слабку пружину (5), і, отже, проходить практично вільно. Залежно від встановлення дроселювання може бути у лінії підведення або у лінії зливу. Для регулювання швидкості гідродвигуна (обмеження основного потоку) здвоєний дросель із зворотніми клапанами розміщується між гідророзподільником та монтажною плитою.
Здвоєний дросель із зворотніми клапанами може використовуватися також для регулювання часу перемикання (обмеження потоку керування) у гідророзподільниках з електрогідравлічним керуванням. В цьому випадку він встановлюється між основним гідророзподільником і пілотом.

Рис. 9. Умовне позначення шляхового дроселя

Дроселі з механічним приводом (важіль з роликом, плунжер, штовхач з роликом) застосовуються для шляхового регулювання руху, м'якого гальмування або прискорення вузлів, що мають гідравлічний привід.
Шляховий дросель (рис.9) має нормально відкритий основний дросель, допоміжний дросель з фіксованим налагодженням і зворотний клапан.
У корпусі основний дросель зміщується у початкове положення пружиною.
У початковому положенні залежно від виконання по гідросхемі сполучення ліній А-В відкрите або закрите.
Гідроциліндр, у якому регулюється швидкість руху, діє на роликовий важіль шляхового дроселя, наприклад за допомогою кулачка, розміщеного на штоку.
Основний дросель переміщається всередину корпусу, стискаючи пружину. В результаті дроселююча щілина зменшується відповідно до руху штока, і швидкість руху гідроциліндра зменшується.
Якщо з'єднання ліній А-В повністю перекрите, гідроциліндр зупиняється, оскільки припиняється подача робочої рідини (якщо нехтувати витоками).
Необхідний закон гальмування досягається за рахунок підбору профілю кулачка.
Для забезпечення можливості зворотного руху з позиції зупинки передбачений зворотний клапан, підключений паралельно дросельній щілині, що вільно пропускає потік В→А. Гідроциліндр рухається у зворотному напрямі без опору. Якщо зворотний клапан відсутній, зворотний рух відбувається з прискоренням.
Малі потоки можуть встановлюватися за допомогою допоміжного дроселя, коли основний дросель уже повністю перекритий (гідроциліндр рухається з повзучою швидкістю).

### Дроселі, незалежні від в'язкості робочої рідини

Рис. 10. Дросель тонкого налагодження

Дроселі тонкого налагодження мають зазвичай дроселюючі щілини подібні до отвору з мінімальним периметром, що забезпечує їм малу залежність від в'язкості.
Ці апарати зазвичай складаються з корпусу (1), налагоджувального пристрою (2) і дроселюючого елементу (3) (рис. 10).
Потік А-В дроселюється отвором (4). Розмір прохідного перерізу встановлюється шляхом повороту торцевого кулачка (5). Наявність гострих кромок у дроселюючому отворі забезпечує малу залежність встановленої витрати від температури. Переважний напрям потоку А→В. Гільза з дроселюючою щілиною може переміщатися у вертикальному напрямі відносно торцевого кулачка за допомогою установчого гвинта (6). Це дозволяє налагоджувати лімб апарату на заводі-виготівнику. Стопор (7) виключає можливість повороту гільзи.
Залежно від форми дроселюючого отвору може бути забезпечений лінійний або прогресивний закон зміни потоку при куті повороту 300°.

## Розрахунок дроселя
Головною характеристикою дроселя є залежність витрати робочої рідини, що протікає через нього, від величини проходу дроселюючого елемента та перепаду тисків в ньому:
{\displaystyle Q=\phi (f,\Delta p),}
де: f — площа поперечного перерізу дроселюючої щілини,
∆p — перепад тисків на ній.
Для розрахунку перепаду тисків рідини для дроселів в'язкого опору з круглим перерізом дроселюючого каналу користуються формулою Вейсбаха, записаною у вигляді:
{\displaystyle \Delta h=\xi \cdot {\frac {V^{2}}{2g}}}
де
{\displaystyle \Delta h} — втрати напору на гідравлічному опорі;
{\displaystyle \xi } — коефіцієнт втрат (коефіцієнт Дарсі);
{\displaystyle V} — середня швидкість потоку рідини;
{\displaystyle g} — прискорення вільного падіння;
величина {\displaystyle {\frac {V^{2}}{2g}}} величина називається швидкісним (або динамічним) напором.
Для каналів з поперечним перерізом іншого профілю використовують:
{\displaystyle \Delta P=\lambda \cdot {\frac {1}{4R}}\cdot {\frac {V^{2}}{2\cdot \rho }}}
де
λ — гідравлічний коефіцієнт тертя;
R — гідравлічний радіус;
V — середня швидкість руху рідини в каналі;
ρ — густина рідини.
Витрата робочої рідини через дроселі залежить від різниці тиску і позиції дроселя, тобто при більшій різниці тиску проходить більша витрата.
У багатьох випадках керування, де постійність витрати (швидкості) неістотна, використовують тільки дроселі, оскільки регулятори витрати заскладні для цих цілей.

## Використання дроселів
Постійні дроселі використовуються у тих випадках, коли виникає потреба в певному сталому обмеженні витрати рідині у гідролінії, а регульовані — при необхідності не тільки обмеження, а і регулюванні витрати.
Регульовані дроселі широко застосовуються і гідроприводах для регулювання швидкості руху вихідних ланок гідродвигунів.
Гвинтові дроселі з прямокутною або трикутною формою поперечного перерізу каналу дають змогу виконувати регулювання витрати в широкому діапазоні.
Дроселі та регулятори витрати використовуються для зміни швидкості руху гідродвигунів шляхом зміни відкриття (збільшення або зменшення) дросельного прохідного перерізу.
Подільники витрати реалізують спеціальну функцію: вони розділяють вхідний потік на дві або більше частин.
Дроселі використовуються у випадках:
- де є постійний робочий опір;
- де зміна швидкості допустима або навіть бажана при зміні навантаження.

Гідродроселі використовуються в системах дросельного регулювання гідроприводу. Також гідродроселі використовуються в системах водопостачання.
Посилання на виробників дроселів:
http://www.salonix.md/rus/prodfesto [Архівовано 5 лютого 2009 у Wayback Machine.]